# Jean Morin (voile)
Pour les articles homonymes, voir Jean Morin.
Jean Morin, né le 9 juillet 1927 à Cestas et mort le 28 février 2021 à Pessac, est un skipper et constructeur naval français.

## Biographie
Ébéniste de formation, Jean Morin rencontre l'architecte naval André Cornu au Salon nautique 1962. Ce dernier lui propose de construire le 470 qui sera présenté au Salon nautique de 1963 ; plus de 15 000 470 Morin seront produits.
Il est médaillé de bronze aux Championnats d'Europe de 470 en 1966 avec le fils d'André Cornu, Jean-Claude Cornu.